# 红毛花楸
红毛花楸（学名：Sorbus rufopilosa）为蔷薇科花楸属的植物。分布于尼泊尔、缅甸、锡金、印度以及中国大陆的贵州、西藏、四川、云南等地，生长于海拔2,700米至4,000米的地区，一般生长在山地杂木林内和沟谷旁，目前尚未由人工引种栽培。